# Algorithme APriori
L'algorithme APriori est un algorithme d'exploration de données conçu en 1994, par Rakesh Agrawal et Ramakrishnan Sikrant, dans le domaine de l'apprentissage des règles d'association. Il sert à reconnaître des propriétés qui reviennent fréquemment dans un ensemble de données et d'en déduire une catégorisation.

## Principes
L'algorithme Apriori s'exécute en deux étapes :
- Soient minsupp l'indice de support minimum donné, et minconf l'indice de confiance donné.
- Génération de tous les itemsets fréquents c'est-à-dire {\displaystyle IF=\left\{\mathrm {X} _{i}\subseteq \mathrm {T} |supp{\bigl (}\mathrm {X} _{i}{\bigr )}=\mathrm {X} _{i}.count\geq minsupp,i=1,2,..n\right\}}
- Génération de toutes les règles d'associations de confiance à partir des itemsets fréquents, c'est-à-dire